# العلاقات الألمانية الجامايكية
العلاقات الألمانية الجامايكية هي العلاقات الثنائية التي تجمع بين ألمانيا وجامايكا.

## مقارنة بين البلدين
هذه مقارنة عامة ومرجعية للدولتين:
| وجه المقارنة                                              | ألمانيا                                                                              | جامايكا       |
| --------------------------------------------------------- | ------------------------------------------------------------------------------------ | ------------- |
| المساحة (كم2)                                             | 357.41 ألف                                                                           | 10.99 ألف     |
| عدد السكان (نسمة)                                         | 81.29 مليون                                                                          | 2.95 مليون    |
| الكثافة السكانية (ن./كم²)                                 | 227.44                                                                               | 268.43        |
| العاصمة                                                   | بون، برلين                                                                           | كينغستون      |
| اللغة الرسمية                                             | اللغة الألمانية                                                                      | لغة إنجليزية  |
| العملة                                                    | يورو، مارك ألماني                                                                    | دولار جامايكي |
| الناتج المحلي الإجمالي (بليون دولار)                      | 3.68 تريليون                                                                         | 14.77 مليار   |
| الناتج المحلي الإجمالي (تعادل القوة الشرائية) بليون دولار | 3.92 تريليون                                                                         | 24.79 مليار   |
| الناتج المحلي الإجمالي الاسمي للفرد دولار أمريكي          | 41.31 ألف                                                                            | 5.23 ألف      |
| الناتج المحلي الإجمالي للفرد دولار أمريكي                 | 46.40 ألف                                                                            | 8.88 ألف      |
| مؤشر التنمية البشرية                                      | 0.926                                                                                | 0.719         |
| رمز المكالمات الدولي                                      | +49                                                                                  | +1876         |
| رمز الإنترنت                                              | .de                                                                                  | .jm           |
| المنطقة الزمنية                                           | توقيت وسط أوروبا، ت ع م+01:00، ت ع م+02:00، توقيت أوروبا الوسطى المعياري (ت غ م +1) ‏ | 00            |

## منظمات دولية مشتركة
يشترك البلدان في عضوية مجموعة من المنظمات الدولية، منها:
| علم المنظمة | اسم المنظمة                                                | تاريخ انضمام ألمانيا | تاريخ انضمام جامايكا |
| ----------- | ---------------------------------------------------------- | -------------------- | -------------------- |
|             | مؤسسة التمويل الدولية                                      | 20 يوليو 1956        | 31 مارس 1964         |
|             | بنك التنمية الكاريبي ‏                                      | ?                    | ?                    |
|             | يونسكو                                                     | 11 يوليو 1951        | 7 نوفمبر 1962        |
|             | منظمة حظر الأسلحة الكيميائية                               | 29 أبريل 1997        | ?                    |
|             | الاتحاد الدولي للاتصالات                                   | 1866                 | 18 فبراير 1963       |
|             | الأمم المتحدة                                              | 18 سبتمبر 1973       | 18 سبتمبر 1962       |
|             | منظمة الشرطة الجنائية الدولية                              | ?                    | ?                    |
|             | البنك الدولي للإنشاء والتعمير                              | 14 أغسطس 1952        | 21 فبراير 1963       |
|             | العملية المشتركة للاتحاد الأفريقي والأمم المتحدة في دارفور | ?                    | ?                    |
|             | الاتحاد البريدي العالمي                                    | 1 يوليو 1875         | ?                    |
|             | منظمة التجارة العالمية                                     | ?                    | ?                    |
|             | المنظمة الهيدروغرافية الدولية                              | ?                    | ?                    |
|             | المركز الدولي لتسوية المنازعات الاستشارية                  | 18 مايو 1969         | 14 أكتوبر 1966       |
|             | وكالة ضمان الاستثمار متعدد الأطراف                         | 12 أبريل 1988        | 12 أبريل 1988        |

## أعلام
هذه قائمة لبعض الشخصيات التي تربطها علاقات بالبلدين:
- جورج بيري (لاعب كرة قدم ويلزي، 19 نوفمبر 1957[35] – )
- جوليان هوارد (3 أبريل 1989 – )
- داستن براون (لاعب كرة مضرب ألماني، 8 ديسمبر 1984 – )
- دانيال جوردون (لاعب كرة قدم جمايكي، 16 يناير 1985[36] – )
- لامونت بريان (لاعب دوري رغبي من المملكة المتحدة، 12 أبريل 1988 – )
- مايكل ميكس (لاعب كرة سلة كندي، 23 فبراير 1972 – )

## وصلات خارجية
- موقع وزارة الخارجية الألمانية
- موقع وزارة الخارجية الجامايكية